# Rävatjärnarna (Anundsjö socken, Ångermanland, 705925-158320)
Rävatjärnarna är en sjö i Örnsköldsviks kommun i Ångermanland och ingår i Moälvens huvudavrinningsområde.